# Prophezeiung
Als Prophezeiung bezeichnet man in religiösen Kontexten eine Verkündigung von Botschaften durch Propheten, inspiriert von bzw. im Auftrag Gottes bzw. einer Gottheit. Propheten sind Menschen, die sich in diesem Dienst von Gott bzw. einer Gottheit berufen sehen. Im wissenschaftlichen Kontext werden die Phänome Prophet und Prophezeiung in der Regel unter dem Terminus Prophetie behandelt. Prophetie ist der Oberbegriff für gesammelte mündliche oder schriftliche Prophezeiungen, meist einer Einzelperson. Dieser Ausdruck stammt von altgriechisch propheteía ‚aussprechen, aussagen oder für jemanden sprechen‘ (φηµί phēmí, deutsch ‚ich spreche‘; pro ‚für, heraus, anstelle‘). Im Kontext der Prophetie können auch die Phänomene Verheißung, Weissagung oder Wahrsagung verortet werden.
Umgangssprachlich ist mit Prophezeiung manchmal eine Prognose von Ereignissen in der Zukunft gemeint.
Prophezeiungen kommen in vielen Religionen in unterschiedlichsten Zusammenhängen, aus verschiedenen Anlässen und aufgrund verschiedener Empfangsweisen der prophezeiten Botschaft vor. Die altorientalischen Kulte kennen vielfältige Arten von Orakeln, regelmäßigen Befragungen an Opferstätten oder vor Schlachten, ekstatischen Ausnahmebotschaften, Traumvisionen, als Prophezeiung gedeuteten Medien wie Tierorganen, Vogelflug, Verzückung oder Audition usw. Die klassische Schriftprophetie im Judentum kennt solche Formen jedoch kaum. Hier bildet in der Regel eine Berufung eines Propheten durch den Gott Israels Ausgangspunkt von Wortbotschaften, die sich auf die Geschichte Gesamtisraels beziehen. Im Christentum werden Prophezeiungen seit der Jerusalemer Urgemeinde erwähnt. In der Folgezeit sind Prophezeiungen ein beliebtes Thema der Literatur geworden.
In den Geschichtswissenschaften wird eine Prophezeiung auch als Vatizinium (Plural „Vatizinien“; von lateinisch vates „Weissager“, „Prophet“) bezeichnet. Insbesondere nennt man Prophezeiungen im Nachhinein Vaticinium ex eventu.

## Heilige Schriften
Es existieren neun Typen von Prophezeiungen in den heiligen Schriften:
1. Judiciar-Astrologie ("méonen") oder auch Horoskopen (siehe auch Astrologie)
2. Auspizien ("menachesch" oder "Vogelschau")
3. Hexenwerk ("mecascheph")
4. Schwarze Magie ("hhober")
5. Orakel
6. Zauberspruch ("judeoni")
7. Totenbeschwörung ("Nekromantie")
8. Stockwurf ("Rhabdomantie")
9. Leberschau ("Hepatoskopie")